# مارتین اشتنتسل
مارتین اشتنتسل (انگلیسی: Martin Stenzel؛ زادهٔ ۱۸ ژوئیهٔ ۱۹۴۶) دوچرخه‌سوار اهل آلمان است.